# Lerapetra
Lerapetra (görögül: Ιεράπετρα; ősi név: Ἱεράπυτνα Hierápytna)  egy görög város és település Kréta délkeleti partján.

## Történelem
Lerapetra városa (a helyi nyelvjárásban: Γεράπετρο Gerapetro ) Kréta délkeleti partján található, a Lerapetra-öböl partján. A város Agios Nikolaostól délre és Sitiától délnyugatra fekszik, és fontos regionális központ. Lerapetra 16 139 lakosával (2011-ben) Lasithi regionális egységének legnépesebb városa és Kréta negyedik legnépesebb városa. Lerapetra a " Líbiai-tenger menyasszonya" becenevet kapta, mivel Kréta déli partvidékének egyetlen városa.

### Antikvitás
Lerapetra a minószi korszak óta előkelő helyet foglal el Kréta történelmében. A görög, majd a későbbi római kori Hierapytna városa a mai Lerapetra helyén volt.
Az ie 3. században Hierapytna hírhedt volt a kalózkodásról, és részt vett a krétai háborúban más krétai városokkal, V. macedón Fülöp oldalán Knósszosz és Rodosz ellen.
Gortyn városa felülmúlta Hierapytna független állam jelentőségét, amikor Hierapytnát a rómaiak elfoglalták Kr.e. 67-ben (Kréta utolsó szabad városa). Hierapytna római hódítása egybeesett Knósszosz, Cydonia és Lato hódításával. A sekély öbölben ma is láthatók a római kikötő maradványai.

### Középkori korszak
824-ben az arab megszállók elpusztították a várost, és újjáépítették kalózok bázisnak.
A 13. és a 17. század között a mai nevén ismert Lerapetra Velence hatása alatt virágzott. Ennek az időszaknak a maradványa a Kales-erőd, amelyet a velencei uralom korai éveiben építettek, és 1626-ban Francesco Morosini  erősítette meg a kikötő védelmében. A helyi mítosz azonban azt állítja, hogy Pescatore genovai kalóz építette az erődöt 1212-ben. 1798 júliusában Ierapetra kis lépést tett a világtörténelembe; Napóleon egy helyi családnál  szállt meg az egyiptomi piramiscsata után. A ház, amelyben lakott, még mindig létezik.

### Modern kor
Az oszmán korban Ierapetrában mecsetet építettek.
Lerapetra múltjának leletei a helyi Régiségek Múzeumban találhatók, amely korábban muszlim gyerekek iskolája volt. A kiállítás központi eleme Perszephoné jól megőrzött szobra.
Az önkormányzat új nemzetközi kikötő fejlesztését tervezi. Ezt a tervet ellenzi néhány polgár, akik úgy gondolják, hogy tönkretenné a helyi környezetet és tájat. Az Ecocrete.gr, a helyi környezetvédelmi tribun támogatja őket. 

## Demográfiai adatok
Lerapetra község a 2011-es önkormányzati reform során jött létre a 2 korábbi (Makry Gialos és Lerapetra) település egyesülésével, amelyek önkormányzati egységekké váltak.  Lerapetra új településének területe 554.003 km2.

## Lerapetra mint tartomány
Lerapetra tartomány ( görögül: Επαρχία Ιεράπετρας   ) Lasithi egyik tartománya volt. Területe részben megegyezett a jelenlegi Ierapetra községével.  2006-ban megszüntették.

## Gazdaság
A terület fő gazdasági tevékenysége télen a mezőgazdaság, nyáron a turizmus. A terület mezőgazdasági termelése két fő részre osztható. Míg az olívaolajat legkésőbb a minószi idők óta az egész településen termelték, az elmúlt harminc évben nagy mennyiségű gyümölcsöt és zöldséget is exportáltak. Ezeket műanyag üvegházakban termesztik, amelyek 15 négyzetkilométeres területen terülnek el Lerapetra városa és Neos Myrtos között. Vannak még Psari Forada nyugati részén, valamint kisebb mértékben a város és a község keleti részén fekvő Goudouras között is. Az üvegházakat a holland Paul Kuypers mutatta be. Lerapetra lakói az üvegházhatású exportjuk miatt átlagosan Kréta leggazdagabbjai közé tartoztak. 

## Figyelemre méltó terepformák

### Strandok
Lerapetrát az EUCC QualityCoast Nemzetközi Minősítési Programja 500 dél-európai úti cél közül választotta be a kulturális örökség, a környezet és a fenntarthatóság iránt érdeklődő látogatók 50 legvonzóbb turisztikai célpontja közé.  2012-ben Ierapetra egyike volt annak az egyetlen három úti célnak Görögországban, amely elnyerte a Gold QualityCoast díjat. A 100 legjobb európai úti cél között a 2. helyen áll. 

## Éghajlat
Lerapetra éves átlaghőmérséklete 1956 és 1997 között 19,7 °C (67 °F) volt.  Lerapetra és Karpathos-sziget volt Görögország legmelegebb helye 1987-ben.  Lerapetra évente több mint 3100 napsütéses órát kap, ezzel Görögország legnaposabb városa. 

## Közlekedés
Lerapetrába repülővel lehet utazni belföldi vagy különjáratokkal a Sitia (59 km), vagy a Heraklion repülőtérre (94 km). Pireuszból gyakran indulnak kompok Sitia és Heraklion kikötőibe is.

## Lerapetra a populáris kultúrában
- Az 1964-es Zorba, a görög című filmben azt a híres jelenetet, amelyben Anthony Quinn a Sirtakit táncolja a tengerparton, a Ierapetrai strandon forgatták.
- Az 1994-es Szenvedélyek viharában című filmben Tristan Ludlow (Brad Pitt), miután visszatért egy hosszú útról, egy lerapetrai gyűrűt ajándékoz jövendőbeli feleségének, II. Isabelle-nek.
- R. Graves két könyvében hivatkozik Ierapetrára: „Jézus király” és „Herkules, hajótársam”.
- Luis Sepúlveda "Mundo del fin del mundo" (A világ a világ végén) című könyvének bevezetőjében említi Ierapetrát.